# Serafino Grassi
Serafino Grassi (Asti, 1769 – San Remo, 26 febbraio 1834) è stato un avvocato e storico italiano, fu autore della Storia della città di Asti in cui raccolse le notizie dei cronisti astigiani medievali e quelle di Gian Secondo de Canis in una delle prime opere organiche sulla città.

## Biografia
Laureatosi a Torino in Legge nel 1792, proveniva dall'alta borghesia astigiana.
Il patrimonio di famiglia gli permise di vivere di rendita e di potersi dedicare allo studio delle lettere e della storia di Asti.
Tra il 24 luglio ed il 25 luglio 1797, partecipò ai moti della rivoluzione astese che portarono alla costituzione della Repubblica giacobina.
Durante il breve periodo repubblicano (tre giorni) fece parte del Comitato di sussistenza. Dopo la controrivoluzione da parte dei realisti, venne arrestato insieme al fratello Secondo, ma quasi subito rilasciato.
Durante l'occupazione francese, fu consigliere di prefettura del Dipartimento del Tanaro e nel 1805, con la restaurazione, lasciò qualsiasi carica pubblica ritirandosi a vita privata a Torino per le sue antiche passioni storico-letterarie.
Nel 1817 pubblicò la "Storia di Asti" che per molti anni fu un testo di riferimento per storici e ricercatori di storia locale. Al Grassi, va dato il merito di aver scrupolosamente cercato di compilare una storia della città priva delle falstà e mistificazioni che erano sorte principalmente nel XVII secolo con gli scritti di Raimondo Turco ed Antonio Malabayla ad opera del fratello Filippo Malabayla.
Anche l'opera del Grassi non è comunque scevra da errori e nel 1890, Niccola Gabiani ne curò una ristampa riveduta e corretta dagli errori più macroscopici, corredandola di note esplicative al margine.

## Opere
- I baci, versi
- Storia della città di Asti, Asti 1817
- Dissertazione dell'Avvocato Serafino Grassi indiritta alla Reale Accademia Torinese di Scienze e Belle Lettere, in lode di Vittorio Alfieri da Asti, Asti 1819